# انیینگ
انیینگ (به مجاری: Enying) یک منطقهٔ مسکونی در مجارستان است که در ناحیه انیینگ واقع شده‌است. انیینگ ۸۲٫۷۸ کیلومتر مربع مساحت و ۷٬۰۳۵ نفر جمعیت دارد.

## خواهرخوانده
شهر باد اوراخ خواهرخواندهٔ انیینگ هست.